# Rhodesia (wieś)
Rhodesia – wieś w Anglii, w hrabstwie Nottinghamshire, w dystrykcie Bassetlaw. Leży 41 km na północ od miasta Nottingham i 213 km na północ od Londynu.